# Norderländer Straße
Die Norderländer Straße ist eine zentrale Erschließungsstraße in Bremen, Stadtteil Huchting, Ortsteil  Grolland. Sie führt überwiegend in West-Ost-Richtung von der Oldenburger Straße (Bundesstraße 75) / Frieslandstraße bis zur Kladdinger Straße in Stuhr in Niedersachsen.
Die Querstraßen und Anschlussstraßen wurden benannt u. a. als Oldenburger Straße nach der Stadt, Frieslandstraße nach der Region, unbenannter Weg in den Park, Brokmerländer Straße nach der ostfriesischen Landschaft und der Geschichte des Brookmerlandes, Reiderländer Straße nach der Landschaft Rheiderland zwischen Ems und Dollart, Oberledinger Straße nach der ostfriesischen Landschaft Overledingerland, Wangerländer Straße nach der Gemeinde, Grollander Deich, unbenannter Weg auf dem  Deich, Schwäbisch-Hall-Straße nach der Stadt in Baden-Württemberg, unbenannter Weg und Kladdinger Straße nach der Landschaft mit den Kladdinger Wiesen in Stuhr; ansonsten siehe beim Link zu den Straßen.

## Geschichte

### Name
Die Norderländer Straße wurde nach der historischen Landschaft Norderland am nordwestlichen Rand Ostfrieslands direkt am Wattenmeer benannt.

### Entwicklung von Grolland
Gronland fand 1189 erstmals Erwähnung und war nach dem Stedingerkrieg (1233/34) Teil der Grafschaft Oldenburg. 1803 kam das Dorf mit dem Reichsdeputationshauptschluss zu Bremen und ist seit 1946 Ortsteil von Huchting. Aus dem Dorf wurde von 1935 bis 1940 eine Vorstadtsiedlung als „eine inszenierte Ländlichkeit“ zwischen Storchennest und Gut Grolland nach Plänen von Friedrich Heuer (1897–1960).

### Entwicklung der Straße
Im 19. Jahrhundert gab es nur zwei Straßen in Grolland. Eine davon war der Wardamm, die Landstraße von Bremen nach Huchting, Häuser gab es hier nicht. Davon zweigte eine einzige namenlose Straße ab, an der drei Höfe lagen, in denen im Jahr 1812 22 Einwohner wohnten. Diese Straße, später Grollander Straße genannt, wird seit 1910 von einer damals neu gebauten Straße gekreuzt. Heute verläuft hier die stark befahrene B75.
Der Teil südlich der B75 wurde ca. 1961 umbenannt in Norderländer Straße. Das Gebiet beiderseits der Straße war damals noch unbebaut bis auf das Gut Grolland, einem der drei alten Höfe. Von 1962 bis 1965 wurde es durch die Brebau mit rotsteinigen Einfamilien- und Reihenhäusern nach Planungen des Architektenbüros Team 4 mit Gunter Müller und von Martin Zill zweigeschossig bebaut. Es entstanden 316 Einfamilienhäuser und 21 Vierfamilienhäuser, insgesamt also 400 Wohneinheiten. Zur Erschließung wurden auf der östlichen Seite vier Stichstraßen angelegt. Ganz im Norden entstanden auch einige Läden.
Der südliche Teil der Straße verläuft auch durch niedersächsisches Gebiet der Gemeinde Stuhr. Im Zuge der Verlegung der Ochtum 1989/90 wurde die Straße hier nach Westen verschoben, um der Sicherheitszone der verlängerten Landebahn des Flughafens auszuweichen.
Seitdem fließt die Ochtum direkt westlich der Straße, der Bereich gehört zum Park links der Weser.

### Verkehr
In den 1980er Jahren wurde die Straße über die Kladdinger Straße mit der Gemeinde Stuhr durch Ausbau verbunden. Nach Bürgerprotesten erfolgten in den 1990er Jahren diverse verkehrsberuhigende Maßnahmen. Sie blieb aber eine beliebte Abkürzung für Bewohner aus dem Umland.
Die Straßenbahn Bremen tangiert mit den Linien 1 (Huchting – S Bf Mahndorf) und 8 (Huchting – Kulenkampffallee) sowie mit der Buslinie 52 (Huckelriede ↔ Kattenturm) die Straße an der Bundesstraße 75.

## Gebäude und Anlagen
An der Straße stehen überwiegend ein- bis zweigeschossige zumeist rotsteinsichtige Gebäude.
Erwähnenswerte Gebäude und Anlagen

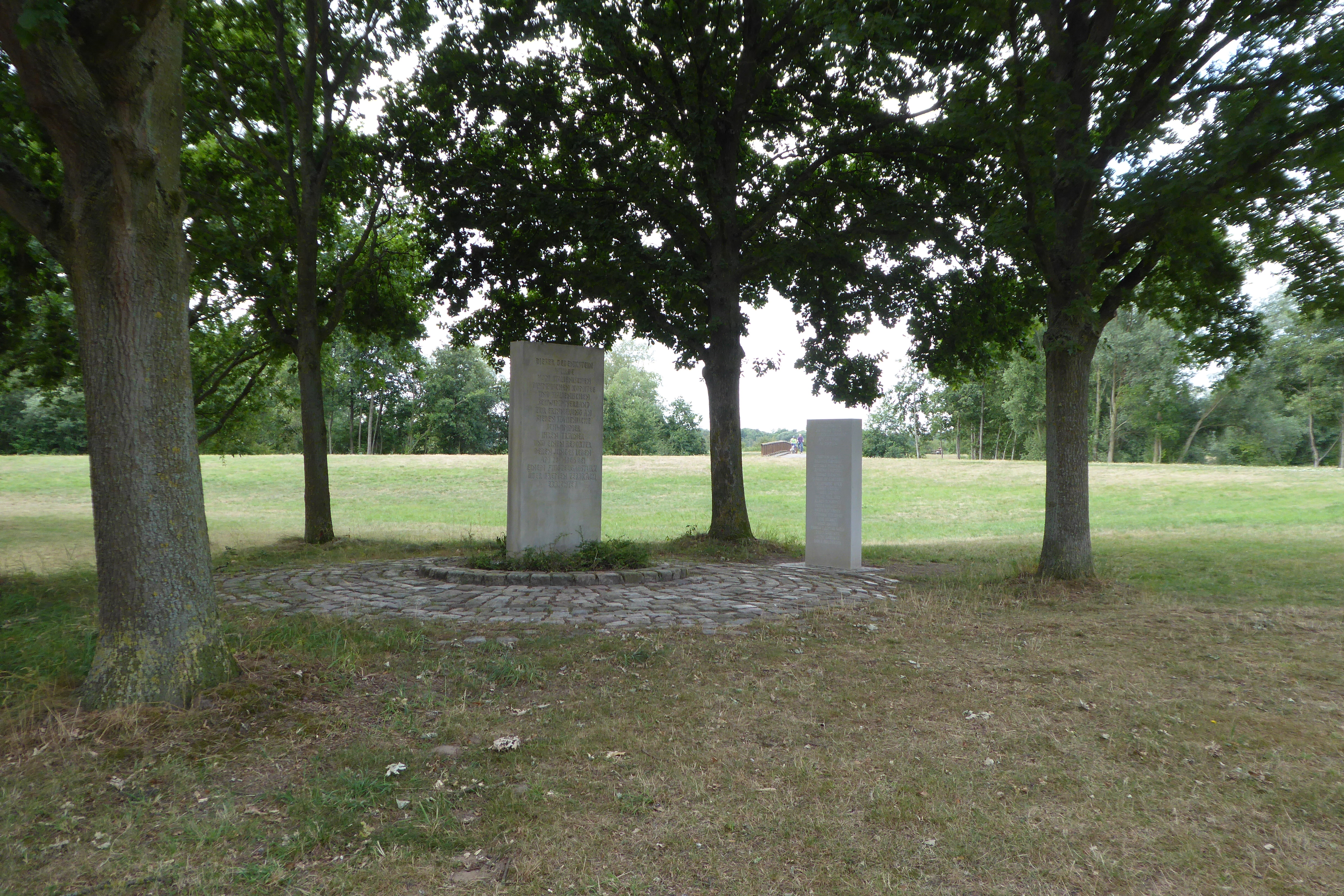
Neben dem Parkplatz am Park links der Weser liegt die Gedenkstätte für die 46 Opfer des Absturzes der Lufthansa-Maschine D-ACAT am 28. Januar 1966

- Brücke der Straßenbahn Linie 1 und 8 als durchgehende Hochbahn
- Nr. 2 bis 16: 2-gesch. Wohn- und Geschäftshaus
- Nr. 1 bis 57: 1-gesch. Einfamilien-Wohnhäuser
- Zwischen Brokmerländer Straße und Wangerländer Straße: 2-gesch. Reihenhäuser
- Nr. 61 bis Nr. 71: Zehn 1-gesch. verputzte Wohnhäuser auf dem ehemaligen Gut Grolland
- Nr. 60 bis Nr. 88: 1-gesch. Wohnhäuser
- Ab Nr. 71: Park links der Weser mit der Ochtum sowie
  - Gedenkstätte für die 46 Opfer der am 28. Januar 1966 in Bremen auf Flug LH 005 abgestürzten Lufthansa-Maschine.
- Nr. 90 bis 94: 1-gesch. Wohnhäuser am Grollander See im Gebiet Kuhlen der Gemeinde Stuhr
- Nr. 75: 1-gesch. Haus vom Sportfischerverein Bremen-Stuhr am Grolländer See
- Endpunkt der Sicherheits-Verlängerung der Start- und Landebahn des Bremer Flughafens